# Nephrolepis pickelii
Nephrolepis pickelii là một loài dương xỉ trong họ Nephrolepidaceae. Loài này được Rosenst. ex A.Samp. mô tả khoa học đầu tiên năm 1930.
Danh pháp khoa học của loài này chưa được làm sáng tỏ. 